# Грин, Седжэй
Седжэй Колин Грин (англ. Cejhae Colin Greene, род. 6 октября 1995, Сент-Джонс) — антигуанский легкоатлет, выступающий в беге на короткие и средние дистанции. Участник летних Олимпийских игр 2016 и 2020 годов, бронзовый призёр Панамериканских игр 2019 года, бронзовый призёр Игр Центральной Америки и Карибского бассейна 2018 года.

## Биография
Седжэй Грин родился 6 октября 1995 года в антигуанском городе Сент-Джонс.
Выступал в легкоатлетических соревнованиях за американский клуб «Атенс Элит» и «Пауэр Спид энд Эндуранс». Тренируется под началом Хизер Сэмюэл и Тедди Дэйли.
В 2012 году стал бронзовым призёром юниорского чемпионата Центральной Америки и Карибского бассейна в беге на 100 метров.
В 2016 году вошёл в состав сборной Антигуа и Барбуды на летних Олимпийских играх в Рио-де-Жанейро. В четвертьфинале бега на 100 метров занял 4-е место, показав результат 10,20 секунды. В полуфинале занял последнее, 7-е место с результатом 10,13, уступив 12 сотых попавшему в финал с 3-го места Трейвону Бромеллу из США. В эстафете 4х100 метров сборная Антигуа и Барбуды, за которую также выступали Шавон Уолш, Джаред Джарвис и Тахир Уолш, заняла 6-е место в полуфинале, показав результат 38,44 и уступив 55 сотых попавшей в финал с 3-го места сборной Канады. 
В 2018 году стал бронзовым призёром Игр Центральной Америки и Карибского бассейна в Барранкилье в беге на 100 метров.
В 2019 году завоевал бронзовую медаль в беге на 100 метров на Панамериканских играх в Лиме.
В 2021 году вошёл в состав сборной Антигуа и Барбуды на летних Олимпийских играх в Токио. В четвертьфинале бега на 100 метров занял 6-е место, показав результат 10,25 секунды и уступив 8 сотых попавшему в полуфинал с 3-го места Паулу Андре де Оливейре из Бразилии. Был знаменосцем сборной Антигуа и Барбуды на церемонии открытия (вместе с Самантой Робертс) и на церемонии закрытия Олимпиады.

## Личные рекорды
- Бег на 100 метров — 10,00 (29 июля 2018, Барранкилья)[6]
- Бег на 200 метров — 20,59 (22 июля 2017, Хёсден-Золдер)[6]
- Эстафета 4х100 метров — 38,14 (24 июля 2015, Торонто)[6]
- Эстафета 4х400 метров — 3.12,19 (19 марта 2016, Афины)[6]
- Бег на 60 метров (в помещении) — 6,61 (9 марта 2018, Колледж-Стейшн)[6]
- Бег на 200 метров (в помещении) — 21,39 (20 января 2018, Клемсон[англ.])[6]